# لورا ماي كوك إنغرام
لورا ماي كوك إنغرام (بالإنجليزية: Laura May Cook Ingram)‏ هي مُدرسة نيوزيلندية، ولدت في 11 يونيو 1912، وتوفيت في 6 ديسمبر 1994.